# Видекинд I (Батенберг и Витгенщайн)
Видекинд I фон Батенберг и Витгенщайн (на немски: Widekind I von Battenberg und Wittgenstein; Wittekind; Widukind; * пр. 1201; † ок. 1237/1238/14 септември 1272) е граф на Батенберг и Витгенщайн.

## Биография
Той е вторият син на граф Вернер I фон Витгенщайн (* ок. 1150; † 1215) и дъщерята († сл. 1216) на граф Фолквин II фон Шваленберг († 1177/1178)), основател на Дом Валдек, и втората му съпруга графиня Лутруд. Внук е на Видекинд фон Батенберг.
След смъртта на смъртта на баща му през 1215 г. управлението на графството преминава на по-големия брат на Видекинд I – Вернер II († 1272). През 1228 или най-късно 1230/1231 г. Вернер II се присъединява към Йоанитския орден и така управлението на Графство Батенберг-Витгенщайн се поема от Видекинд I, който упправлява заедно с по-малкия си брат Херман I († пр. 1234).
През 1228 г. двамата братя Видекинд I и Херман I трябва да предадат замъка Келлербург (вероятно половината) на ландграф Хайнрих Распе IV от фамилията Лудовинги, за да им бъде върнат отново малко по-късно.

## Фамилия
Видекинд I се жени за Ида фон Рункел-Вестербург (* пр. 1226), дъщеря на Зигфрид III фон Рункел и наследничката от фамилията Лайнинген. Те имат децата:
- Вернер III фон Батенберг († 1277, Мергентхайм), граф на Витгенщайн, тевтонец
- Зигфрид I фон Витгенщайн († сл. 1283), граф на Витгенщайн, женен за Ирмгард/Ида фон Арнсберг-Ритберг († сл. 1289)
- Готфрид († сл. 1277), тевтонец
- Крафто
- Аделхайд († сл. 1271)
- Видекинд II фон Батенберг († сл. 1291), граф на Батенберг, женен за Елизабет фон Вайлнау († сл. 1277/1291)